# 利川駅 (京江線)
利川駅（イチョンえき）は、大韓民国京畿道利川市にある韓国鉄道公社（KORAIL）首都圏電鉄京江線の駅。市街地とは1-2km離れている。

## 歴史
京江線開業前の1931年から1972年までは、水驪線に利川駅が、現在の駅より北側の市街地内にあった。
- 2016年
  - 4月29日 - 京江線距離告示（施行は9月の開業時）[1]。
  - 9月13日 - 秋夕に合わせ6日間無料運行（日中1時間間隔）[2]。
  - 9月24日 - 開業。
  - 9月26日 - 板橋起点37.5kmから38.3kmに変更。

## 駅構造
- 相対式ホーム2面2線の高架駅。フルスクリーンタイプのホームドアが設置されている。

### のりば
| 地上 2階                       |                                               |                                                                |
| 相対式ホーム、左側のドアが開く |                                               |                                                                |
| 下り線                         | →首都圏電鉄 京江線 驪州方面へ（夫鉢駅）→      |                                                                |
| 上り線                         | ←首都圏電鉄 京江線 板橋方面へ（新屯陶芸村駅） |                                                                |
| 相対式ホーム、左側のドアが開く |                                               |                                                                |
| 地上 1階                       | コンコース                                    | 出入口、コンコース、自動券売機、改札口、エスカレーター、トイレ |

### 画像

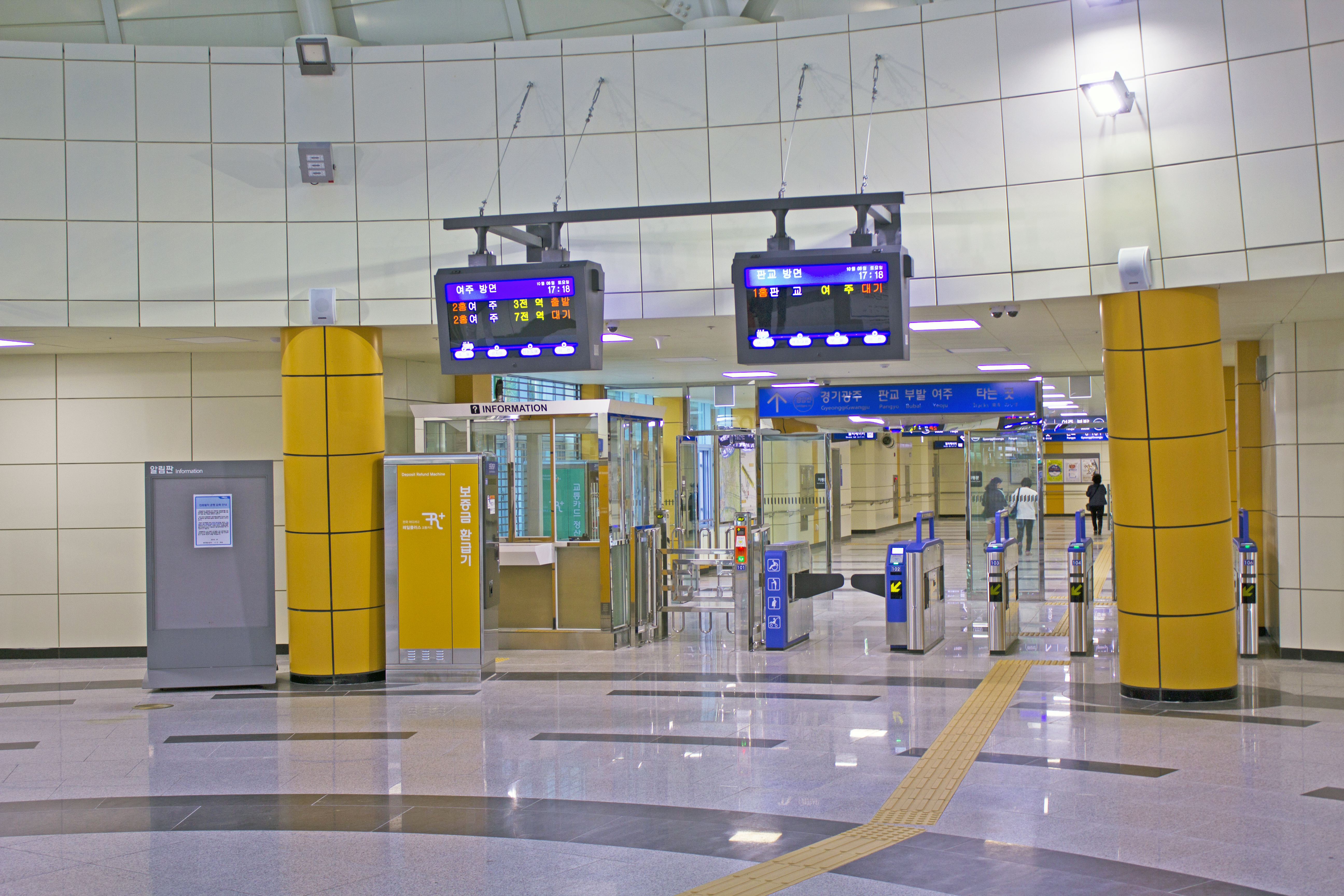
改札
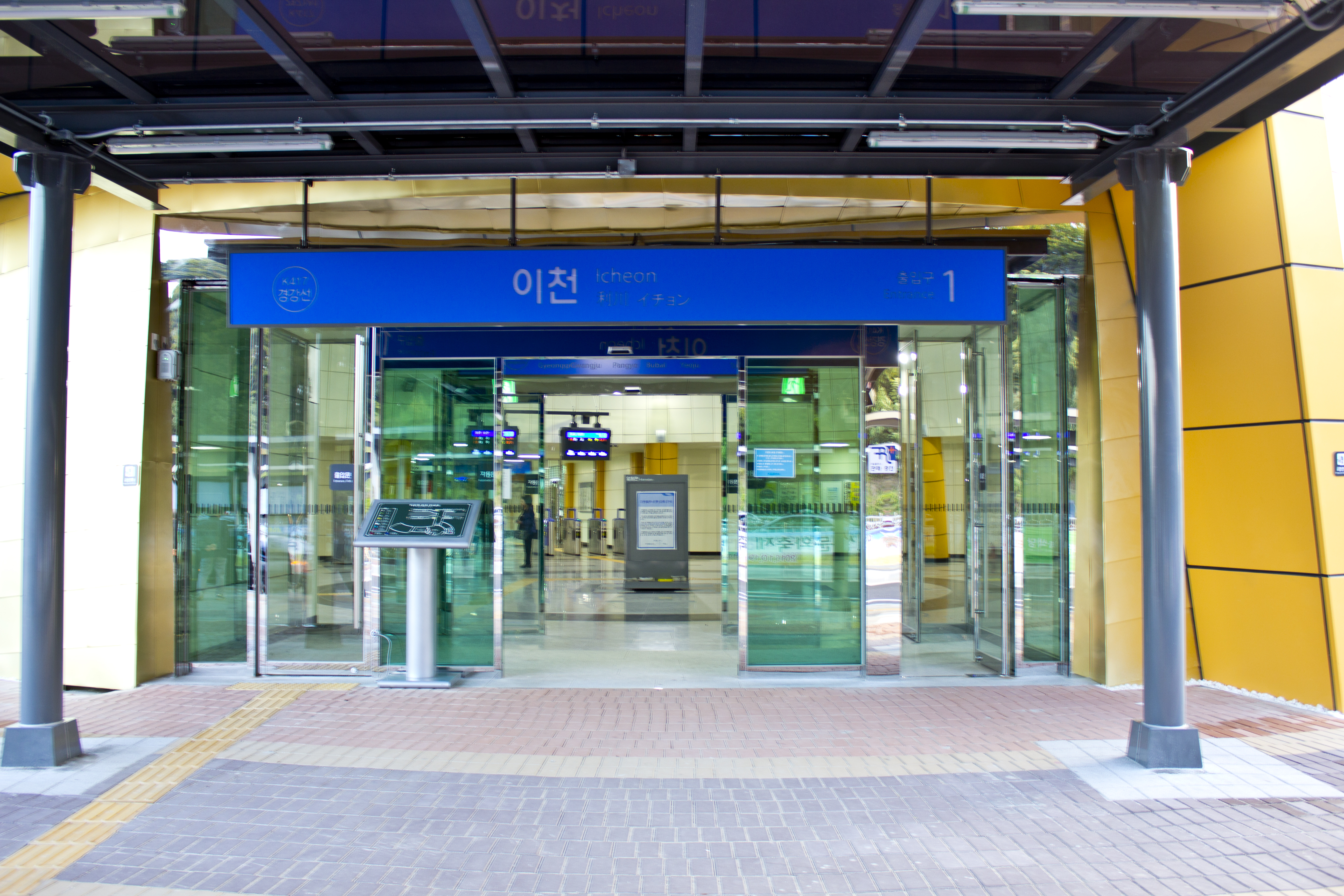
出口1

## 利用状況
近年の一日平均利用人員推移は下記のとおり。
2016年は開業日の9月24日から12月31日までの99日間の平均である。
| 路線   | 路線     | 2010年 | 2011年 | 2012年 | 2013年 | 2014年 | 2015年 | 2016年 | 2017年 | 2018年 | 2019年 | 出典  |
| ------ | -------- | ------ | ------ | ------ | ------ | ------ | ------ | ------ | ------ | ------ | ------ | ----- |
| 京江線 | 乗車人員 | 未開業 | 未開業 | 未開業 | 未開業 | 未開業 | 未開業 | 2,258  | 2,424  | 2,558  | 2,780  | [ 3 ] |
| 京江線 | 降車人員 | 未開業 | 未開業 | 未開業 | 未開業 | 未開業 | 未開業 | 2,378  | 2,581  | 2,502  | 2,708  | [ 3 ] |
| 路線   | 路線     | 2020年 | 2021年 | 2022年 | 2023年 |        |        |        |        |        |        |       |
| 京江線 | 乗車人員 | 1,998  | 2,217  | 2,614  | 2,830  |        |        |        |        |        |        |       |
| 京江線 | 降車人員 | 2,148  | 2,364  | 2,750  | 3,014  |        |        |        |        |        |        |       |

## 駅周辺

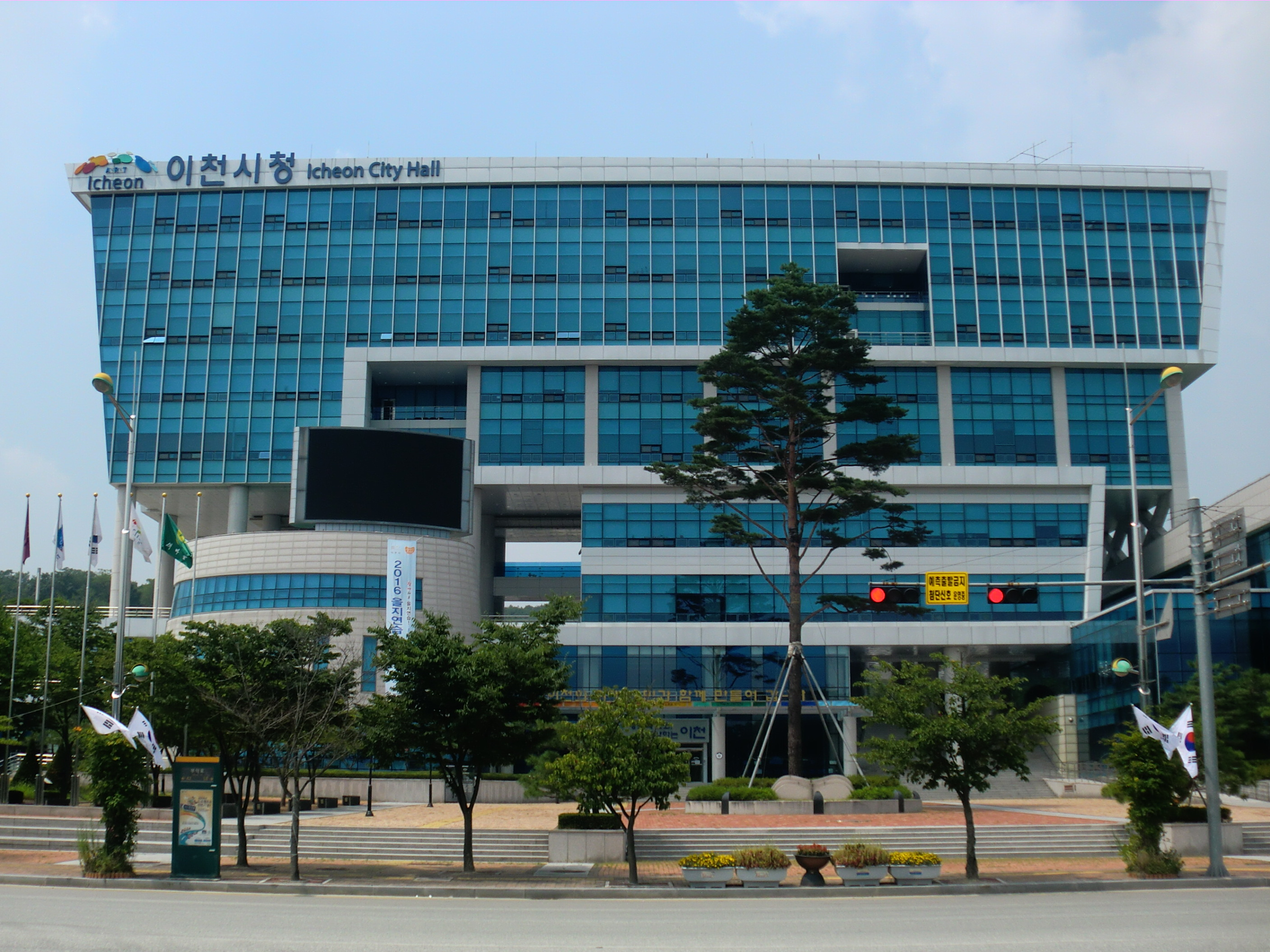
市庁
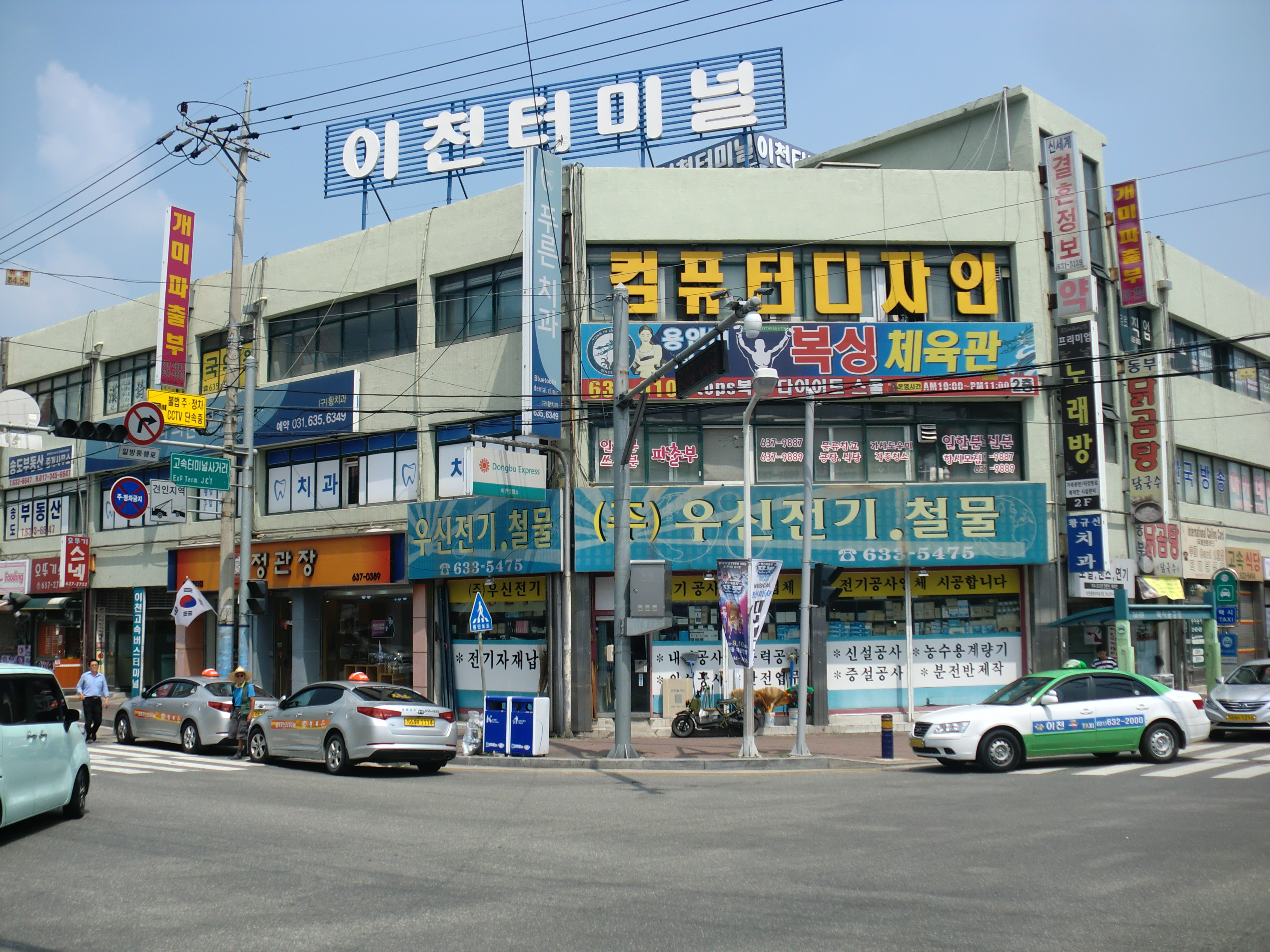
利川総合バスターミナル（朝鮮語版）
- 利川高等学校（朝鮮語版）
- 利川第一高等学校（朝鮮語版）
- 利川養偵女子高等学校（朝鮮語版）
  - 利川養偵女子中学校（朝鮮語版）
- 雪峰中学校
- 利川中学校
- 雪峰初等学校
- 安興初等学校
- 利川初等学校
- 利川南初等学校
- 利川市庁
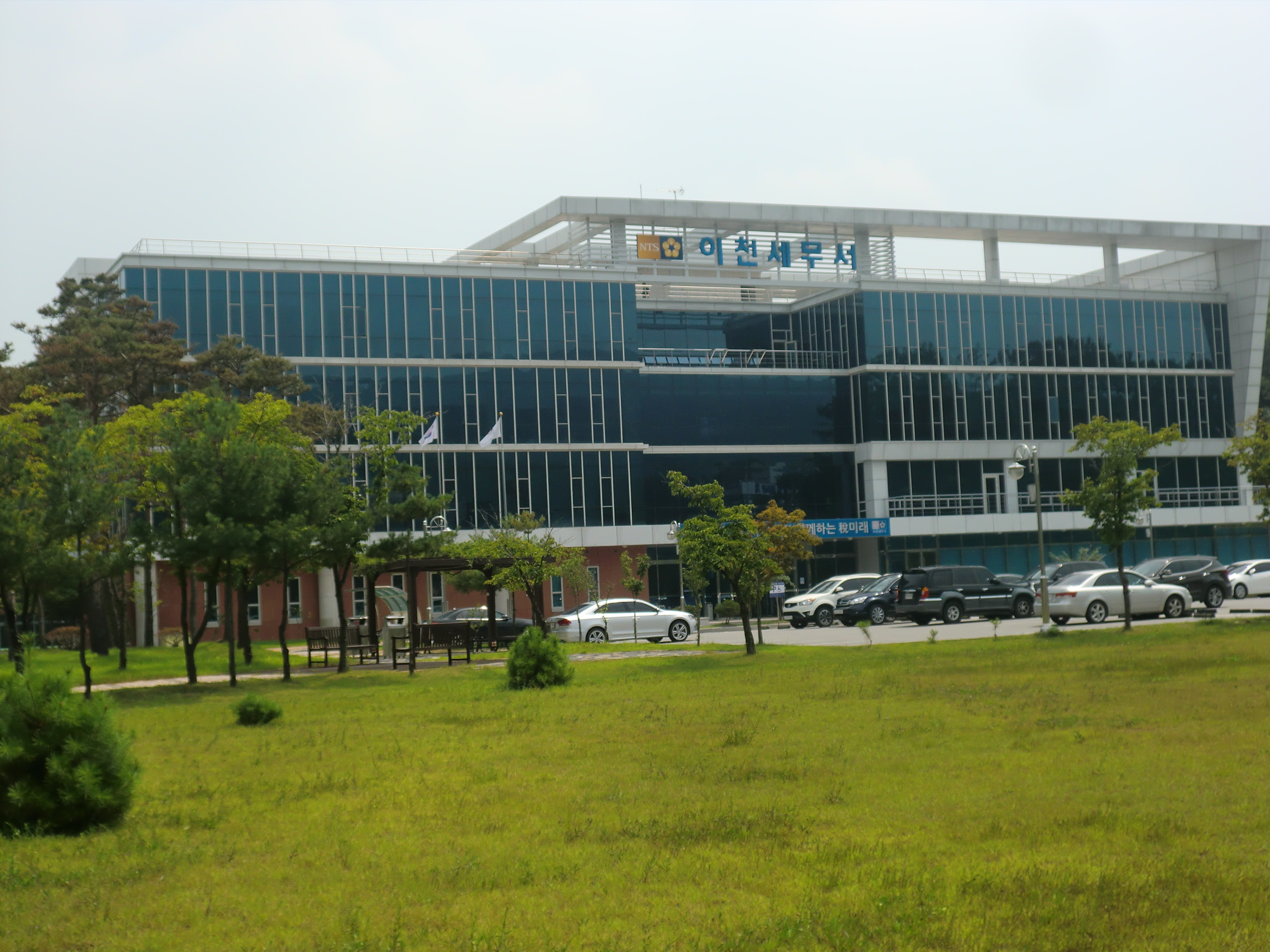
利川税務署
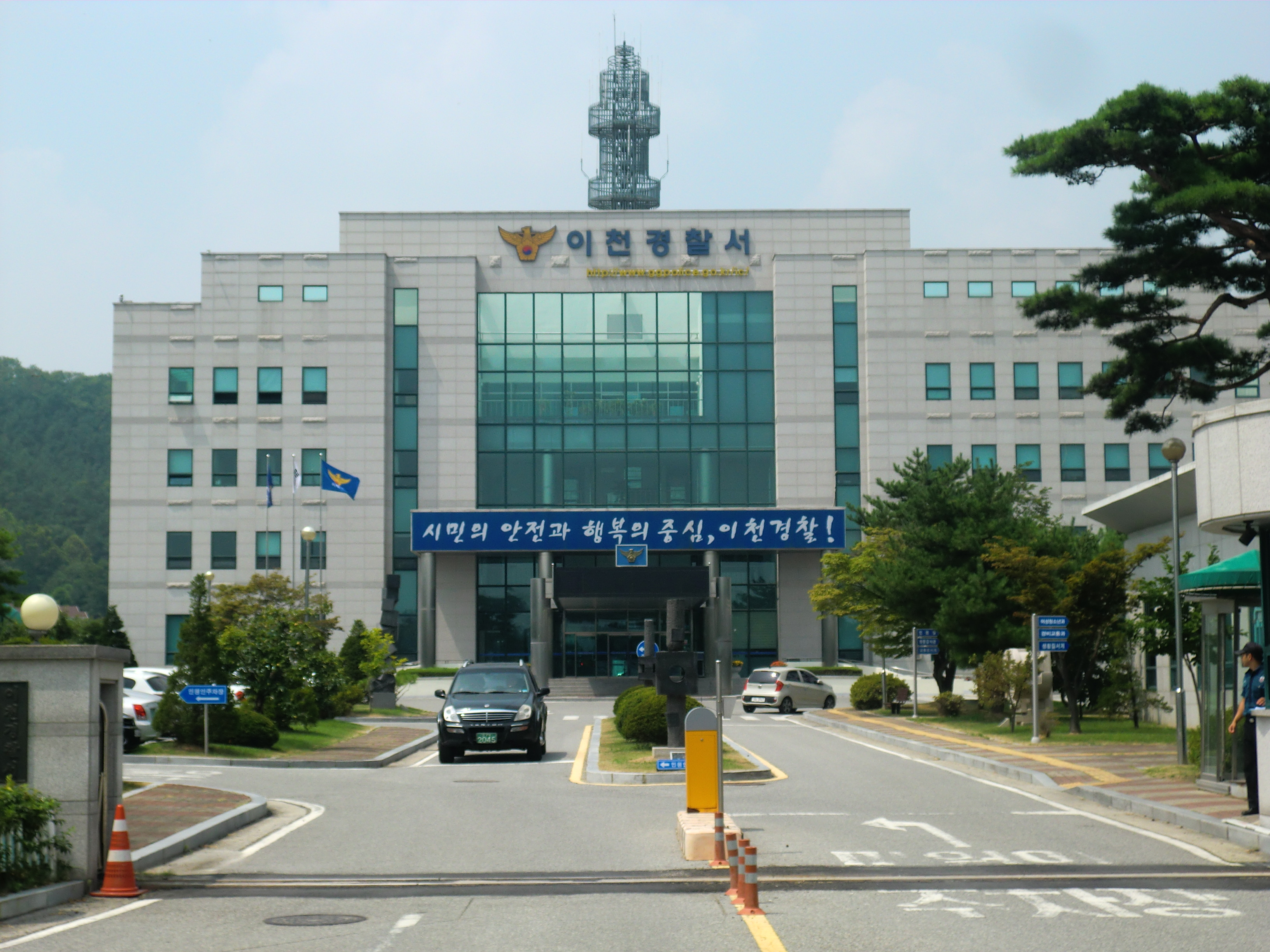
利川警察署
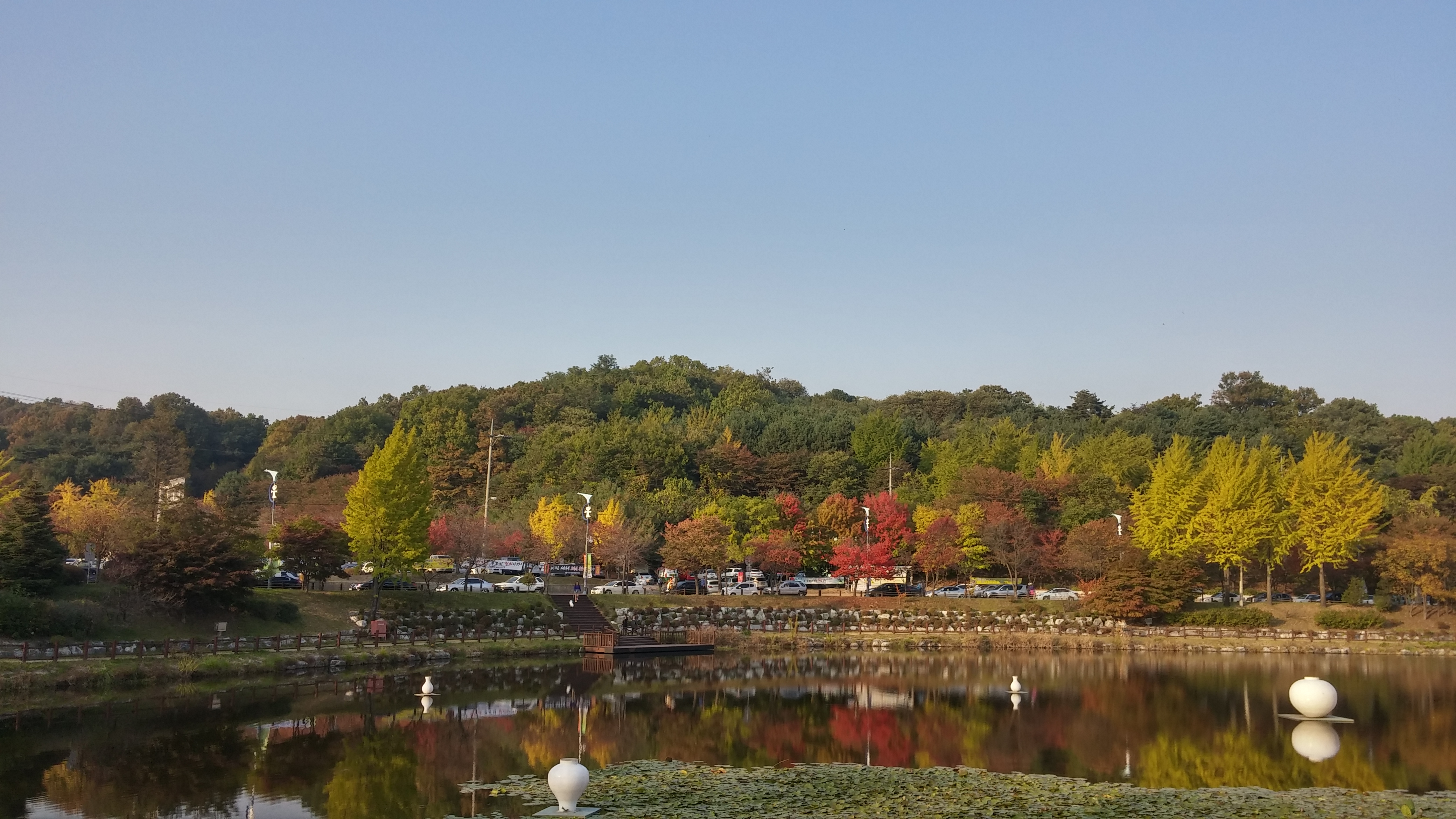
雪峰公園

- 市庁
- 総合バスターミナル
- 利川税務署
- 京畿利川警察署
- 雪峰公園

## 隣の駅
韓国鉄道公社
京江線（首都圏電鉄京江線）
新屯陶芸村駅 (K416) - 利川駅 (K417) - 夫鉢駅 (K418)